# Sikkemapolder
De Sikkemapolder is een voormalig waterschap in de provincie Groningen.
De polder lag ten noorden van Leek, ten westen en ten zuiden van de Traansterweg, pal aan de Traansterwijk (door Geertsena het Wolddiepje genoemd), waar de molen op uitsloeg. Hoewel niet formeel tot het waterschap behoren, bemaalde de molen ook enkele gronden aan de oost- en zuidzijde. 
Waterstaatkundig gezien ligt het gebied sinds 1995 binnen dat van het waterschap Noorderzijlvest.

## Naam
De polder is genoemd naar K. Sikkema uit Traan bij Midwolde en moet niet worden verward met het noordelijke deel van de "geknipte" Siccamapolder bij Aduard of met de Polder van J.W. Sikkema bij Leek. 